# Fun Fun (группа)
Fun Fun — итальянская группа, представители итало-диско (Hi-NRG).

## История
Группа была создана по инициативе диджеев Дарио Раймонди и Альваро Уголини, ставших её продюсерами. Вокалистками группы, работавшими в студии, первоначально были Ивана Спанья (также была одним из создателей песен), Антонелла Пепе и Анжела Паризи, при этом на сцене и в клипах их заменяли девушки-модели.
В 1983—1984 годах был выпущен ряд синглов («Happy Station», «Colour My Love» и др.), ставших популярными в различных странах Европы (в частности, в Бельгии, где «Happy Station» возглавил один из чартов). В 1984 году вышел первый альбом группы Have Fun!.
После выпуска первого альбома Спанья покинула группу, начав сольную карьеру. Однако дальнейшие синглы («Baila Bolero» и др.) также пользовались популярностью. В 1987 году вышел второй альбом группы Double Fun.
Выпущенный в 1989 году сингл «Give Me Love» не имел успеха и проект прекратил существование.
В 1994 году была предпринята попытка возвращения, однако сингл «I’m Needin' You» также успеха не имел.
В 1990—2010-х годах было выпущено несколько сборников хитов группы.
В 2020 году группа возобновила активность, выпустив ряд синглов (не содержавших нового материала). В 2022 году вышел новый сингл «No More Tears», записанный с участием Пепе и Паризи.
В 2024 году был выпущен альбом Extended Fun (The Final Edition), представлявший собой сборник уже выходивших треков, подвергнутых ремастерингу.

## Дискография

### Студийные альбомы
- Have Fun! (1984)
- Double Fun (1987)
- Extended Fun (The Final Edition) (2024)